# Nodi lymphoidei pancreaticoduodenales superiores
Die Nodi lymphoidei [Nll.] pancreaticoduodenales superiores (lat. für ‚obere Bauchspeicheldrüsen-Zwölffingerdarm-Lymphknoten‘) ist eine Gruppe von Lymphknoten im Bauchraum. Sie liegen am oberen Rand der Rückseite der Bauchspeicheldrüse an der Arteria pancreaticoduodenalis superior, einem Ast der Arteria gastroduodenalis.
Die Nll. pancreaticoduodenales superiores empfangen Lymphe aus dem Kopf der Bauchspeicheldrüse. Ihre ableitenden (efferenten) Lymphgefäße fließen direkt oder indirekt über die oberen Mesenteriallymphknoten in den Truncus intestinalis. Zudem erhalten sie Lymphe aus dem oberen Abschnitt des Zwölffingerdarms und leiten sie über die Leberlymphknoten oder die Nll. preaortici zum Truncus intestinalis.